# Тихонович, Иосиф Кириллович
Ио́сиф (Осип) Кири́ллович Тихоно́вич (годы рождения и смерти неизвестны) — русский и украинский военный врач, адъюнкт рецептуры, доктор медицины, коллежский советник.

## Биография
Родился в Киеве в семье мещанина. Поступил в гимназию при Московском университете (1804), произведён в студенты Московского университета (1812), принят на казённое содержание по медицинскому отделению (1813). Окончил университет с званием лекаря 1-го отделения (1819) и был оставлен при университете для совершенствования в знаниях и подготовке к получению степени доктора.
После окончания в 1813 году медицинского факультета Императорского Московского университета оставлен работать при нём. В 1825—1830 гг. — преподаватель Московского университета. Получил степень доктора медицины (4.07.1823). Диссертация «De febre puerperarum». Адъюнкт рецептуры. Заведующий университетской аптекой. Врач при Московской губернской гимназии (1826). Директор Медицинского института Московского университета (1828).
С 1828 года находился на воинской службе. Участник русско-турецкой войны 1828—1829 годов. Позже работал на Украине в Кременчуге и Лубнах (1839—1848). С 1848 года до отставки в 1855 году — врач московской губернской управы.
Автор двухтомного труда об охране здоровья беременных, рожениц и новорождённых (1825), а также описания хирургических инструментов (1838), изданного в Москве.